# Efter dig
Efter dig är en svensk dokumentärfilm från 2013 i regi av Marius Dybwad Brandrud.
Filmen skildrar regissörens mor som tar hand om sin döende far. Modern ägnar fadern mycket tid och filmen skildrar deras vardag tillsammans. Filmen premiärvisades den 30 januari 2013 på Göteborgs filmfestival och hade biopremiär den 1 november 2013.